# ذعشران (المهرة)

تعديل مصدري - تعديل

ذعشران هي إحدى قرى مديرية حات التابعة لمحافظة المهرة، بلغ تعداد سكانها 59 نسمة حسب تعداد اليمن لعام 2004.